# Thomas Tumler
Thomas Tumler (ur. 5 listopada 1989 w Scuol) – szwajcarski narciarz alpejski, dwukrotny wicemistrz świata.

## Kariera
Po raz pierwszy na arenie międzynarodowej pojawił się 2 grudnia 2004 roku w Monte Croce, gdzie w zawodach juniorskich w slalomie zajął 76. miejsce. Nigdy nie startował na mistrzostwach świata juniorów. W sezonie 2013/2014 triumfował w klasyfikacji generalnej Pucharu Europy.
W zawodach Pucharu Świata zadebiutował 18 lutego 2012 roku w Bansku, gdzie nie ukończył pierwszego przejazdu giganta. Pierwsze pucharowe punkty wywalczył 10 marca 2012 roku w Kranjskiej Gorze, zajmując 26. miejsce w tej samej konkurencji. Na podium zawodów tego cyklu po raz pierwszy stanął 2 grudnia 2018 roku w Beaver Creek, zajmując trzecie miejsce w gigancie. Wyprzedzili go tam jedynie Niemiec Stefan Luitz i Austriak Marcel Hirscher. 
W 2018 roku wystartował na igrzyskach olimpijskich w Pjongczangu, gdzie w supergigancie zajął 26. miejsce. Był też między innymi osiemnasty w gigancie na mistrzostwach świata w Courchevel/Méribel w 2023 roku. Podczas mistrzostw świata w Saalbach w 2025 roku zdobył srebrny medal w rywalizacji drużynowej. Na tej samej imprezie był też drugi w gigancie. Wyprzedził go tylko Austriak Raphael Haaser.

## Osiągnięcia

### Igrzyska olimpijskie
| Miejsce | Dzień     | Rok  | Miejscowość | Konkurencja | Czas biegu | Strata | Zwycięzca      |
| ------- | --------- | ---- | ----------- | ----------- | ---------- | ------ | -------------- |
| 26.     | 16 lutego | 2018 | Pjongczang  | Supergigant | 1:24,44    | +2,08  | Matthias Mayer |

### Mistrzostwa świata
| Miejsce | Dzień     | Rok  | Miejscowość        | Konkurencja | Czas biegu | Strata | Zwycięzca            |
| ------- | --------- | ---- | ------------------ | ----------- | ---------- | ------ | -------------------- |
| DNF     | 6 lutego  | 2019 | Åre                | Supergigant | 1:24,20    | -      | Dominik Paris        |
| DNF1    | 15 lutego | 2019 | Åre                | Gigant      | 2:20,24    | -      | Henrik Kristoffersen |
| 18.     | 17 lutego | 2023 | Courchevel/Méribel | Gigant      | 2:34,08    | +4,28  | Marco Odermatt       |
| 2.      | 4 lutego  | 2025 | Saalbach           | Drużynowo   | -          | -      | Włochy               |
| 2.      | 14 lutego | 2025 | Saalbach           | Gigant      | 2:39,71    | +0,23  | Raphael Haaser       |

### Puchar Świata

#### Puchar Świata w narciarstwie alpejskim
- sezon 2011/2012: 138.
- sezon 2013/2014: 123.
- sezon 2014/2015: 100.
- sezon 2015/2016: 73.
- sezon 2016/2017: 139.
- sezon 2017/2018: 80.
- sezon 2018/2019: 49.
- sezon 2019/2020: 69.
- sezon 2020/2021: -
- sezon 2021/2022: 104.
- sezon 2022/2023: 62.
- sezon 2023/2024: 28.
- sezon 2024/2025: 26.

#### Miejsca w klasyfikacji generalnej
1. Beaver Creek – 2 grudnia 2018 (gigant) – 3. miejsce
2. Chamonix – 9 lutego 2020 (gigant równoległy) – 2. miejsce
3. Saalbach-Hinterglemm – 16 marca 2024 (gigant) – 3. miejsce
4. Beaver Creek – 8 grudnia 2024 (gigant) – 1. miejsce
5. Hafjell – 15 marca 2025 (gigant) – 3. miejsce